# Ichneumon sapporoensis
Ichneumon sapporoensis är en stekelart som först beskrevs av William Harris Ashmead 1906.  Ichneumon sapporoensis ingår i släktet Ichneumon och familjen brokparasitsteklar. Inga underarter finns listade i Catalogue of Life.